# Gefährliche Reise (1961)
Gefährliche Reise ist ein in Südafrika entstandener deutscher Kriminal-, Gangster-, Abenteuer- und Actionfilm von 1961 von Hermann Kugelstadt. Die Hauptrolle übernahm Michael Cramer.

## Handlung
Als der Tourist Frank Fleischer mit dem Schiff nach Kapstadt reist, um Freunde auf deren Farm zu besuchen, verstecken Unbekannte ein kleines Päckchen in seinem Gepäck. Fleischer ahnt nicht, dass es sich dabei um einen wertvollen Mikrofilm handelt, der die Konstruktionspläne für einen unzerstörbaren Autoreifen beinhaltet. Dieser Mikrofilm, dem zur Tarnung auch noch einige Drogen beigepackt wurden, weckt sofort Begehrlichkeiten bei der Konkurrenz, allen voran bei einer Bande, dem ein Mann, den alle nur „Professor“ nennen, vorsteht. Plötzlich wird Frank zum unwissentlich Gejagten, denn der „Professor“ und sein Vertreter Ventura wollen diese Erfindung eines Kollegen des Professors zum eigenen Nutzen und Wohlstand in klingende Münze umsetzen. Nun aber bekommt der „Professor“ Konkurrenz von noch härter auftretenden Verbrechern, die bei der Jagd nach dem Microfiche in ihren Mitteln nicht gerade zimperlich sind. Es gibt einen Hinweis auf das Versteck, in dem sich die wertvollen Aufzeichnungen befinden, und dieser fällt ausgerechnet einer Verbrecherbande in die Hände. Da man nunmehr weiß, dass der „Professor“ keine weiße Weste hat, versucht man ihn damit zu erpressen.
Derweil ist Ventura Fleischer auf den Spuren. Während dieser sich mit der ihm zugetanen, blonden Farmerstochter eine Folkloredarbietung anschaut, versuchen Venturas Leute, allerdings vergeblich, in den Besitz des Films zu gelangen. Frank Fleischer hat mittlerweile das Päckchen längst selbst gefunden und liefert es bei der Polizei ab. Deren Chef, Kommissar Wilke, hat nun alle Hände voll zu tun, um Fleischers Sicherheit zu gewähren, denn dieser ist bereit, sich der Polizei als Lockvogel zur Verfügung zu stellen, um die zahlreichen Ganoven in eine Falle zu locken. Nach einigem Hin und Her kann ein Teil der Ganoven verhaftet werden. Tatsächlich aber enthält der Mikrofilm nicht die Konstruktionspläne selbst, sondern lediglich die Angabe des Ortes, wo sie versteckt wurden. Als Frank und Veronika am Strand tauchen gehen, finden sie schließlich denjenigen Küstenabschnitt, an dem gemäß der Mikrofilm-Karte die Pläne versteckt wurden. In einem Bootswrack kann Fleischer eine Kiste aufspüren, doch der verbliebene Rest des „Professors“ Mannen mitsamt Ventura bringen die Kiste an sich. Wilke ist jedoch rechtzeitig vor Ort, um Frank und seine neue Freundin zu retten. Nun ist nur noch der „Professor“ auf der Flucht, und die Jagd nach ihm beginnt.

## Produktionsnotizen
Gefährliche Reise entstand in Südafrika und wurde am 5. Oktober 1961 in Frankfurt am Main uraufgeführt. Die österreichische Erstaufführung war am 13. April 1962.

## Wissenswertes
Der Film wurde, mit vom italienischen Regisseur Alfredo Medori angefertigtem Material (Kamera: Francesco Izzarelli, Musik: Francesco De Masi) angereichert, im Jahr darauf (1962) unter dem Titel Der Teufel von Kapstadt erneut in die deutschen Kinos gebracht wurde. Die Uraufführung dieses Films, der nahezu denselben Inhalt und beinah die komplette Originalbesetzung des 1961er Films besitzt, fand am 27. Juli 1962 in Italien statt, die deutsche Erstaufführung war am 12. Oktober 1962. Diese Fassung ist um eine Viertelstunde gekürzt und erst ab 16 Jahren freigegeben. Boni wurde dabei unter ihrem italienischen Namen geführt.

## Kritiken
Paimann’s Filmlisten resümierte: „Eine Geschichte, für deren Fadenscheinigkeit zum Teil das durch die Gebotene Landkundliche entschädigt (Johannesburg, Durban, Krüger-Nationalpark), während vom Darstellerischen wenig Auftrieb kommt.“

„Opium und Diamanten veranlassen eine wilde Verbrecherjagd durch Südafrika. Mischung von Abenteuer- und Kulturfilm mit zum Teil schönen folkloristischen Bildern. Soziale Realitäten werden nicht zur Kenntnis genommen.“

„Ein junger Deutscher wird in einen Fall von Industrie-Spionage verwickelt. Einfältiger, in Südafrika (Kapstadt, Johannesburg, Krüger-Nationalpark, pittoreske Küste) angesiedelter Durchschnittskrimi.“